# Râle de la mort

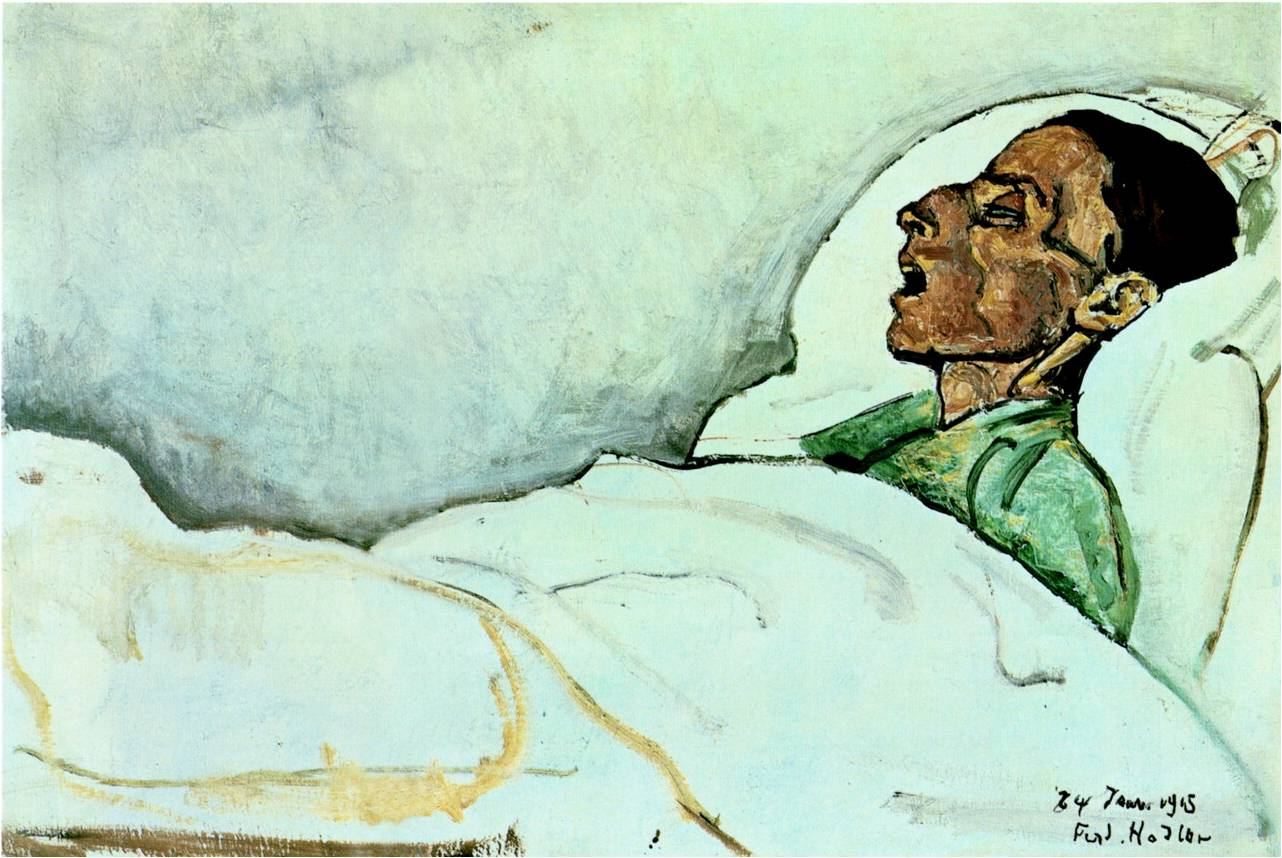
Valentine Godé-Darel, une journée avant sa mort.

Le râle de la mort,, ou hoquet de la mort, désigne une respiration bruyante chez une personne en fin de vie dans les dernières heures ou les derniers jours avant la mort.

## Physiopathologie
La sécrétion de salive ou de mucus est assurée par les glandes salivaires et la muqueuse bronchique. La perte du réflexe de déglutition et de toux provoque une accumulation des sécrétions dans le pharynx (oropharynx) et les bronches.
Le râle de la mort désigne une respiration bruyante chez une personne en fin de vie. Ce bruit est dû au fait que la personne concernée n'est plus capable d'avaler de la salive par réflexe, de racler ou d'expectorer du mucus. Cela provoque à son tour une obstruction lâche (rétrécissement) dans les voies aériennes (de la région de la glotte jusqu'aux bronches principales),. En outre, les parois flasques de la gorge peuvent s'entrechoquer avec le flux respiratoire et être en partie responsables de ce bruit.
Le patient concerné est souvent très affaibli et sa conscience limitée, voire perdue. La respiration par râles ne semble pas perçue comme pénible par le mourant. Il n'y a pas de détresse respiratoire ni de risque d'étouffement tant que l'inspiration est libre. Les proches croient parfois reconnaître dans une respiration par râles prolongée la preuve d'une gêne et d'une inaction des soignants. Une explication appropriée et pleine de tact est généralement utile. La respiration agonale pouvant être un signe de mort imminente très pénible pour les autres patients présents, c'est une des raisons pour lesquelles les mourants sont généralement placés dans des chambres individuelles dans les hôpitaux.

## Manifestations
Selon Bennett, on distingue deux types de respiration crépitante.

### Type I
Le type I de râle est dû à une augmentation de la sécrétion salivaire dans les dernières heures d'un patient inconscient ou dont la conscience est altérée. La perte du réflexe de déglutition est soudaine. Ce type de respiration crépitante se caractérise par une meilleure réponse aux anticholinergiques.

### Type II
Le type II de râle se caractérise par une sécrétion de mucus essentiellement bronchique, formée sur plusieurs jours. Le patient, généralement éveillé, n'est alors plus en mesure de tousser efficacement en raison de sa faiblesse croissante. La probabilité d'une pneumonie est alors très élevée. Plus l'intervalle de temps entre l'incapacité à expectorer et le décès est grand, plus le type II se développe.

## Fréquence
Le râle est le symptôme le plus fréquemment observé au cours des dernières heures de la vie d'une personne. Environ 56 à 92 % des personnes en fin de vie ont des râles bronchiques à ce stade,,.

## Indications de traitement
Alors que la phase terminale de l'exsiccose (déshydratation due à un manque de liquide et, par conséquent, à une diminution des sécrétions et des râles respiratoires) n'est pas décrite comme angoissante, le bruit de la respiration, qui peut être bruyant (gargouillement ou râle), donne l'impression d'une agonie douloureuse. Mais si les traits du visage sont détendus, si la respiration est libre et non forcée, un traitement n'est pas nécessaire. En revanche, si des signes de stress apparaissent, un traitement palliatif ou médical est indiqué.
Pour les proches ou le personnel soignant présents, le bruit peut être désagréable, inquiétant et menaçant ; certains craignent que le patient ne s'étouffe. Une situation de stress déjà existante peut donc éventuellement s'en trouver aggravée. La tâche du personnel soignant est donc avant tout d'informer sur la cause et l'évolution de la respiration agonale ainsi que sur les contraintes et l'efficacité de certaines possibilités de traitement symptomatique,.

## Traitement
Une restriction de l'apport en liquide peut éventuellement raccourcir la durée ou l'intensité de la respiration crépitante ou l'atténuer,.